# Aegidius Christoph von der Osten
Aegidius Christoph von der Osten, auch Egidus geschrieben, (* 1661; † 1741) war ein preußischer Landrat in Hinterpommern. Er stand bis 1732 dem Kreis Neustettin vor.
Er stammte aus der uradligen Familie von der Osten. Sein Vater Joachim Wedig von der Osten war Major in französischen Diensten und Erbherr auf Pinnow, Dummerfitz und Eulenburg. Seine Mutter Anna Dorothea war eine geborene von Podewils.
Er studierte ab 1679 an der Universität Wittenberg. Später wurde er Landrat des Kreises Neustettin und Hofgerichtsassessor. Sein Amt als Landrat legte er 1732 nieder; sein Nachfolger war sein Sohn Casimir Gerhard von der Osten.
Er war Erbherr auf Pinnow, Burzen, Klein Born und weiteren Gütern. Er war dreimal verheiratet und hinterließ fünf Söhne, darunter Johann Otto Heinrich von der Osten, der in der preußischen Armee zum Oberst aufstieg, Matthias Conrad von der Osten, der Präsident der Kurmärkischen Kriegs- und Domänenkammer wurde, und Casimir Gerhard von der Osten, seinen Nachfolger als Landrat.